# Вольваріелла гарна
Вольваріелла гарна (Volvopluteus gloiocephalus) — вид базидіомікотових грибів родини плютеєвих (Pluteaceae).

## Поширення
Цей вид повідомляється з усіх континентів, окрім Антарктиди, як правило, під такими назвами, як Volvariella gloiocephala або Volvariella speciosa. Молекулярні дані досі підтвердили місцезнаходження в Європі та Північній Америці, але записи на інших континентах залишаються не підтвердженими.

## Опис
Шапинка цього гриба має діаметр від 5 до 15 см. Вона гладка, білувата, рідше буває сірувато-білуватого або сірувато-бурого кольору. У середині шапинка більш темна, ніж по краях, сіро-коричневого кольору.
У більш молодих грибів шапинка має яйцеподібну форму, укладену в загальну оболонку, звану вольвою. Пізніше, коли гриб підростає, шапинка стає дзвоникоподібною, з опущеним краєм. Потім шапинка і зовсім вивертається, стає опукло-розпростертою, маючи широкий тупий горбок в центрі.
У сиру або дощову погоду шапинка гриба слизова, клейка, а в суху, навпаки, — шовковиста і блискуча.
М'якоть біла, тонка і пухка, причому, якщо її зрізати, то вона не змінює свій колір. Смак і запах гриба невиразні. Пластинки мають ширину від 8 до 12 мм, досить широкі і часті, причому біля ніжки вони вільні, біля краю мають закруглену форму. Колір пластинок білий, у міру дозрівання спори набувають рожевого відтінку, а пізніше вони стають і зовсім коричнево-рожевого кольору.
Ніжка гриба тонка і довга, довжина її варіює від 5 до 20 см, а товщина може бути від 1 до 2,5 см. Форма ніжки циліндрична, суцільна, а біля основи дещо бульбоподібно потовщена. За кольором вона зустрічається від білого до сіро-жовтого. У більш молодих грибів ніжка повстяна, пізніше вона стає гладкою.
Кілець у гриба немає, а вольва вільна, має мішкоподібну форму і часто притиснута до ніжки. Вона тонка, має білуватий або сіруватий відтінок.
Споровий порошок рожевого кольору, форма спор коротко-еліпсоїдна. Спори гладкі, мають світло-рожевий колір.

## Використання
Вольваріелла гарна є малоцінним їстівним або умовно-їстівним грибом середньої якості. Він використовується в їжу практично в свіжому вигляді, всього лише після 15 хвилин відварювання.